# 霍夫邁斯特 (紐約州)
霍夫邁斯特（英語：Hoffmeister）是位於美國紐約州漢密爾頓縣的非建制地區。

## 歷史
霍夫邁斯特的郵局自1900年營運至今。

## 地理
霍夫邁斯特所處的海拔為高於海平面566米（即1857英呎），而該地所採用的時區為UTC-5，即北美东部时区（EST）。同時該地設有夏令時間，為UTC-5調快一小時，即UTC-4（EDT）。